# Torfowisko Wieliszewo 8
Torfowisko Wieliszewo 8 – użytek ekologiczny w województwie pomorskim, w powiecie słupskim, w gminie Dębnica Kaszubska, w obrębie ewidencyjnym Podole Małe, około 1,1 km na północ od zabudowań wsi, na obszarze Wysoczyzny Damnickiej, utworzony dnia 13 maja 2008 na mocy Uchwały Nr XV/80/2008 Rady Gminy Dębnica Kaszubska z dnia 14 lutego 2008 r. w sprawie utworzenia użytków ekologicznych. Całkowita powierzchnia użytku wynosi 3,45 ha.
Przedmiotem ochrony jest dobrze zachowane torfowisko wysokie porośnięte młodym borem bagiennym i brzeziną bagienną, będące częścią kompleksu torfowisk wysokich typu bałtyckiego „Torfowisko Wieliszewo”, które z kolei jest częścią torfowiska „Wieliszewskie Bagna” o łącznej powierzchni 133,70 ha. W drzewostanie dominują sosna zwyczajna i brzoza brodawkowata. Na dzień powołania użytku występowało tam sześć gatunków objętych ochroną całkowitą i trzy gatunki objęte ochroną częściową. Stwierdzono obecność rosiczki okrągłolistnej, bagna zwyczajnego, borówki bagiennej, wełnianki pochwowatej.
Właścicielem gruntu jest Skarb Państwa, zarządcą „Lasy Państwowe” Nadleśnictwo Łupawa, w obszarze leśnictwa Podole Małe.